# Jelena Winogradowa
Jelena Wladislawowna Winogradowa (russisch Елена Владиславовна Виноградова, engl. Transkription Yelena Vladislavovna Vinogradova; * 28. März 1964) ist eine ehemalige russische Sprinterin, die für die Sowjetunion startete.

## Leben
Bei den Weltmeisterschaften 1983 in Helsinki kam sie über 200 Meter ins Viertelfinale und wurde in der 4-mal-100-Meter-Staffel Sechste.
Bei den Europameisterschaften 1990 in Split gewann sie Silber in der 4-mal-400-Meter-Staffel.
Im Jahr darauf wurde sie bei den Weltmeisterschaften in Tokio Achte über 200 Meter und gewann Silber in der 4-mal-100-Meter-Staffel.
1984 und 1991 wurde sie sowjetische Meisterin im 200-Meter-Lauf.
Ihre Tochter Anastassija Pilipenko ist als Hürdenläuferin aktiv.

## Persönliche Bestzeiten
- 100 m: 11,28 s, 29. Mai 1992, Sotschi
- 200 m: 22,80 s, 23. Mai 1987, Zaghkadsor
- 400 m: 51,38 s, 6. Juli 1990, Kiew